# Albany (Illinois)
Albany és una població dels Estats Units a l'estat d'Illinois. Segons el cens del 2000 tenia 895 habitants.

## Demografia
Segons el cens del 2000, Albany tenia 895 habitants, 349 habitatges, i 262 famílies. La densitat de població era de 345,6 habitants/km².
Dels 349 habitatges en un 33,5% hi vivien nens de menys de 18 anys, en un 63% hi vivien parelles casades, en un 8,3% dones solteres, i en un 24,9% no eren unitats familiars. En el 21,8% dels habitatges hi vivien persones soles el 9,2% de les quals corresponia a persones de 65 anys o més que vivien soles. El nombre mitjà de persones vivint en cada habitatge era de 2,56 i el nombre mitjà de persones que vivien en cada família era de 2,98.
Per edats la població es repartia de la següent manera: un 26,8% tenia menys de 18 anys, un 5,8% entre 18 i 24, un 28,3% entre 25 i 44, un 26,1% de 45 a 60 i un 13% 65 anys o més.
L'edat mediana era de 38 anys. Per cada 100 dones de 18 o més anys hi havia 90,4 homes.
La renda mediana per habitatge era de 46.719 $ i la renda mediana per família de 51.333 $. Els homes tenien una renda mediana de 40.521 $ mentre que les dones 20.938 $. La renda per capita de la població era de 18.780 $. Aproximadament el 3,7% de les famílies i el 5,3% de la població estaven per davall del llindar de pobresa.

## Poblacions properes
El següent diagrama mostra les poblacions més properes.